# Bespoke (アルバム)
『Bespoke』（ビスポーク）は、2022年3月2日に発売された槇原敬之のセルフカバー・アルバム。他のアーティストへの提供曲のセルフカバーを集めた作品で、当初は槇原のデビュー30周年プロジェクト作品の第2弾として、2020年3月4日に発売が予定されていたが、後述の槇原の不祥事により発売が延期となった。
アルバムタイトル『Bespoke』は、「テーラーが顧客とコミュニケーションをとりつつ服を仕立てていく」ことを意味する単語で、作り手である槇原がアーティスト側と話をしたり、要望を聞きながらイメージして作ってきた楽曲を収録する本作にふさわしいということから名づけられた。

## 背景・リリース
2019年12月20日、同年10月に発売されたカバー・ベスト・アルバム『The Best of Listen To The Music』に続く、デビュー30周年プロジェクト作品の第2弾として、浜田雅功、小林幸子、加藤ミリヤ×清水翔太、藤井フミヤ、CHEMISTRY、Early Morning、SMAP、イカ大王、鈴木雅之、高橋みなみ、平井堅など他のアーティストに提供した11曲のセルフカバーを収録した『Bespoke』を発売することを発表。この発表時点での発売予定日は、2020年3月4日とされていた。
2020年2月13日、槇原が覚醒剤取締法違反の疑いにより逮捕されたことが報道される。これを受けて、同月17日に本作の発売延期（延期日未定）が発表された。
2021年9月6日に公式サイト上で活動再開を発表し、2022年1月11日に同年3月2日に本作を発売することを発表。通常盤（CDのみ）と初回限定盤（CD+DVD）の2異形態での発売となり、初回限定盤に付属のDVDには「Sakura Melody」のミュージック・ビデオを収録。ディスクジャケットは、槇原自身の「作詞家、作曲家、編曲家としての顔を持っていることを、洋服の採寸を行うシーンで表現したい」という意見をもとに制作されており、デザインはBEAMS CREATIVEの竹中智博が手がけた。アルバムの発売に先駆け、2月18日に本作のクロスフェード動画がYouTUbeで公開された。

## 収録曲
| 全作曲: 槇原敬之。 |                              |           |            |                        |      |
| #                  | タイトル                     | 作詞      | 作曲・編曲 | オリジナルアーティスト | 時間 |
| 1.                 | 「約束の場所」               | 槇原敬之  | 槇原敬之   | CHEMISTRY              | 4:33 |
| 2.                 | 「かみさまでもえらべない。」 | 槇原敬之  | 槇原敬之   | Early Morning          | 5:17 |
| 3.                 | 「着メロ」                   | 槇原敬之  | 槇原敬之   | 藤井フミヤ             | 4:49 |
| 4.                 | 「イカ大王体操第2」          | 槇原敬之  | 槇原敬之   | イカ大王               | 4:38 |
| 5.                 | 「悲しみの帳」               | 槇原敬之  | 槇原敬之   | 小林幸子               | 5:11 |
| 6.                 | 「THE CODE 〜暗号〜」        | 槇原敬之  | 槇原敬之   | 鈴木雅之               | 4:40 |
| 7.                 | 「カガミヨカガミ」           | 槇原敬之  | 槇原敬之   | 高橋みなみ             | 4:09 |
| 8.                 | 「Sakura Melody」            | 槇原敬之  | 槇原敬之   | 加藤ミリヤ×清水翔太    | 5:01 |
| 9.                 | 「一番初めての恋人」         | 槇原敬之  | 槇原敬之   | 平井堅                 | 5:22 |
| 10.                | 「チキンライス 2020 ver.」   | 松本人志  | 槇原敬之   | 浜田雅功と槇原敬之     | 5:04 |
| 11.                | 「Love & Peace Inside?」     | 槇原敬之  | 槇原敬之   | SMAP                   | 5:57 |
| 合計時間:          | 合計時間:                    | 合計時間: | 合計時間:  | 54:41                  |      |

| #  | タイトル                       | 作詞 | 作曲・編曲 | ディレクション |
| -- | ------------------------------ | ---- | ---------- | -------------- |
| 1. | 「Sakura Melody」(MUSIC VIDEO) |      |            | 竹中智博       |

## 演奏
- 槇原敬之：Vocal & All Instruments
- 毛利泰士
  - All Synthesizer Programming
  - Tom-Tom (#1.7.11)
  - Conga (#2.3)
  - Cymbal Roll (#2.5.9.10)
  - Tambourine (#3)
  - Sleigh Bells (#3.5.10)
  - Chorus (#4.10)
  - Cabasa (#5)
  - Cymbal (#7.8.11)
  - Shaker (#8)
- 石成正人
  - Electric Guitar (#1.8)
  - Acoustic Guitar, Mandolin (#8)
- 佐橋佳幸
  - Acoustic Guitar (#2.9.11)
  - Electric Guitar (#2.3.9.11)
  - Pedal Steel, Mandolin (#9)
- 山本タカシ
  - Acoustic Guitar (#5.6.7)
  - Electric Guitar (#7)
- トオミヨウ：Strings Arrangement (#9)
- 門倉聡：Strings Arrangement (#10)

## チャート成績
| チャート (2022年)                  | 最高位 |
| ---------------------------------- | ------ |
| Japan Hot Albums (Billboard JAPAN) | 7      |
| 日本 (オリコン)                    | 6      |
| 日本 (オリコン合算アルバム)        | 8      |